# Nepal en los Juegos Olímpicos de Turín 2006
Nepal estuvo representado en los Juegos Olímpicos de Turín 2006 por un deportista masculino que compitió en esquí de fondo.
El portador de la bandera en la ceremonia de apertura fue el esquiador de fondo Dachhiri Sherpa. El equipo olímpico nepalí no obtuvo ninguna medalla en estos Juegos.